# Ходасевич-Леже Надія
Надія Петрівна Ходасевич, у шлюбі Ходасевич-Леже (біл. Надзея Пятроўна Хадасевіч-Лежэ, фр. Nadia Khodossievitch Léger 5 листопада 1904 — 8 травня 1983) — білоруська і французька художниця.

## Життєпис
Народилася в селі Асяцішчи Вітебської губернії, за іншими відомостями — в селі Мажанка Мінської губернії.
На початку 1920-х років вчилася у Владислава Страмінського в Смоленську, можливо і в Казимира Малевича у Вітебську. У 1923 р. на запрошення Страмінського переїхала до Варшави, вчилася в Академії Мистецтв у Варшаві. Одружилася з художником Станіславом Грабовським. У 1924 р. з чоловіком переїхала до Парижа. Навчалася в Академії Сучасного мистецтва (фр. Académie Moderne), яку заснували Фернан Леже й Амаду Азанфан.
У 1927—1928 рр. брала участь у виданні франко-польського журналу «L'Art Contemporain — Sztuka Współczesna», де поєднувалися поезія і мистецтво. Від 1926 експонувалася на виставках авангардного мистецтва.
У 1932 р. розлучилася з Грабовським і одружилася з Фернаном Леже.
Наприкінці 1940-х переїхали на проживання в фр. Gif-sur-Yvette коло Парижу, де утримувала салон для художників і поетів. Після смерті чоловіка в 1955 р. в основному займалася пропагуванням його творчості.
Померла в Парижі.